# Amos Mansdorf
Amos Mansdorf (Tel Aviv, 20 de outubro de 1965) é um ex-tenista profissional israelense, que ao longo da carreira conquistou seis titulos em simples, e chegou ao n.º 18 da ATP.